# Nombre de classificació de paviment
El nombre de classificació de paviment (en anglès: Pavement Classification Number, PCN) és una norma de l'Organització Internacional d'Aviació Civil (ICAO) que s'utilitza juntament amb el nombre de classificació d'aeronaus (ACN) per indicar la resistència d'una pista d'aterratge, pista de rodatge o rampa d'un aeroport. Això ajuda a assegurar que la rampa de l'aeroport no pateix cap desgast excessiu, perllongant així la seva vida útil i serveix per establir les restriccions necessàries segons el tipus de pista.

## Ús
És aquest nombre especialment important per a les pistes d'aterratge, principalment per a les capçaleres. Durant l'aterratge l'avió va lleuger de combustible. Normalment pesa un 5% menys que en l'enlairament. En l'enlairament l'avió és molt pesat, però aquest pes passa gradualment del tren d'aterratge a les ales durant la maniobra mitjançant la sustentació. Durant les maniobres de càrrega de l'avió i els desplaçaments abans de la sortida és quan el paviment experimenta esforços significatius causats pel pes de l'avió.
Normalment s'utilitza en pistes d'asfalt o formigó i no és freqüent fer-ho en pistes d'herba o grava.

## Funcionament
El PCN s'expressa com un codi de cinc parts, separades per barres, que descriuen el tipus de paviment com per exemple 80/R/B/W/T (veure taules):
- El primer valor és un valor numèric que indica la resistència taxada del paviment mitjançant assajos de càrregues i, per tant, el "Nombre de Classificació d'Aeronaus" (ACN) que s'admet a la pista.

- El segon valor és una lletra: "R" o "F" i depèn de si es tracta d'un paviment rígid (formigó) o flexible (asfalt).

- El tercer valor és una altra lletra: "A", "B", "C" o "D" en funció de la resistència de la base existent sota el paviment. "A" representa una gran resistència (possiblement una base de formigó armat) i una "D" representa una resistència molt feble, possiblement sòl no comprimit.

- El quart valor és una altra lletra que indica la pressió màxima dels pneumàtics que pot suportar el paviment. En cas que els pneumàtics tinguin una pressió alta, el pes de l'aeronau queda repartit en una superfície més petita, fet que concentra la pressió en una força més puntual.

- El cinquè valor descriu el mètode de càlcul emprat per trobar el primer valor del PCN, segons si l'avaluació s'ha realitzat tècnica "T" o pràcticament "U".

| Tipus                                    | Codi |
| ---------------------------------------- | ---- |
| Paviment rígid (formigó, ciment)         | R    |
| Paviment flexible (asfalt, terra, herba) | F    |

| Resistència | Codi |
| ----------- | ---- |
| Alta        | A    |
| Mitjana     | B    |
| Baixa       | C    |
| Molt baixa  | D    |

| Pressió admissible | Pressió màxima en MPa (psi)     | Codi |
| ------------------ | ------------------------------- | ---- |
| Alta               | Sense límit (qualsevol pressió) | W    |
| Mitjana            | 1.5 MPa (217 psi)               | X    |
| Baixa              | 1.0 MPa (145 psi)               | Y    |
| Molt baixa         | 0.5 MPa (72 psi)                | Z    |

| Mètode           | Codi |
| ---------------- | ---- |
| Anàlisi tècnica  | T    |
| Anàlisi pràctica | U    |

## Exemple
Per a una pista amb PCN 40/F/A/X/T, les característiques serien: 
| 40                 | F                 | A                | X                         | T               |
| ------------------ | ----------------- | ---------------- | ------------------------- | --------------- |
| ACN màxim acceptat | paviment flexible | resistència alta | pressió màxima admissible | anàlisi tècnica |